# 正義戰爭
正義戰爭理論（拉丁語：bellum iustum）是一種軍事倫理學說，也是一種傳統，由軍事領導人、神學家、倫理學家和決策者研究。 該學說的目的是通過一系列標準確保戰爭在道德上是正當的，所有這些標準都必須滿足才能被認為是正義的戰爭。 這些標準分為兩組：jus ad bellum（“參戰權”）和 jus in bello（“戰爭中的正確行為”）。 第一組標準涉及參戰的道德，第二組標準涉及戰爭中的道德行為。 有人呼籲將第三類正義戰爭理論 (拉丁語：jus post bellum) 納入處理戰後解決和重建的道德問題。 正義戰爭理論假定戰爭雖然可怕但如果行為正確則不那麼可怕，但並不總是最糟糕的選擇。 重要責任、不良後果或可預防的暴行可能成為戰爭的理由。
正義戰爭理論的反對者可能傾向於更嚴格的和平主義標準（提出從來沒有也不可能有戰爭的正當基礎），或可能傾向於更寬容的民族主義標準（提出戰爭只需要為國家利益服務就可被證明正當）。 在許多情況下，哲學家們表示，如果個人需要戰鬥，他們就不需要被內疚所困擾。 一些哲學家在宣揚士兵的美德的同時也表達了他們對戰爭本身的擔憂。 一些人，例如盧梭，主張起義反對壓迫統治。
歷史方面，或“正義戰爭傳統”，涉及適用於各個時代各種戰爭的規則或協議的歷史體系。 正義戰爭傳統還考慮了歷史上各種哲學家和律師的著作，並檢查了他們對戰爭倫理限制的哲學觀點，以及他們的思想是否對已演變為指導戰爭和戰爭的公約體系做出貢獻。
基督教的「正義戰爭」傳統與伊斯蘭傳統都講求「戰爭手段正當性」的兩個標準：比例原則與區別對待，前者要求節制不濫施無謂的暴力，後者要求不殃及非戰鬥的無辜平民。

## 国际法对战争规定
《巴黎非战公约》规定：“争端或冲突，不论其性质起因如何，只能用和平方法处理解决。”实质禁止了国家主动挑起战争。
《联合国宪章》规定：“非为公共利益，不得使用武力。”对战争的发动进行进一步限制。

## 參看
- 戰爭哲學
- 戰爭